# Coelogyne fuscescens
Coelogyne fuscescens Lindl., 1830 è una pianta della famiglia delle Orchidacee originaria del Sud-est asiatico.

## Descrizione
È un'orchidea di grandi dimensioni a crescita epifita, sugli alberi della foresta tropicale. C. fuscescens è costituita da un rizoma strisciante che porta pseudobulbi addensati, eretti, di forma da cilindrica a fusiforme, profondamente scanalati che portano al loro apice 2 foglie picciolate, di forma da oblanceolata a oblungo-ellittica, ad apice acuto, scanalate, plicate, dotate di 6 nervature. La fioritura avviene in autunno ed in inverno mediante un'infiorescenza racemosa, aggettante dalla base di uno pseudobulbo nuovo, da eretta a suberetta, lunga mediamente 16 centimetri, ricoperta da bratte floreali embricate e portante 2 a 10 fiori. Questi sono grandi da 3 a 6 centimetri, si aprono contemporaneamente, sono di colore verde e hanno caratteristici sepali triangolari che, specialmente quello centrale, non si aprono del tutto e sono più grandi dei petali anch'essi triangolari, ma molto più acuti. Il labello è trilobato con i lobi laterali rialzati ed è colorato di giallo che sfuma al marroncino.

## Distribuzione e habitat
Pianta originaria di colline e montagne dell'Asia sudorientale, più precisamente di Nepal, India (in particolare lo stato del Sikkim), Bhutan, Birmania, Cina e Thailandia dove cresce epifita sui rami coperti di muschio di foreste ombrose, da 600 a 2100 metri sul livello del mare.

## Coltivazione
Queste piante sono meglio coltivate in vaso, in terreno di media consistenza e ben drenato, come le cortecce d'abete. Richiedono una posizione in ombra, temendo la piena luce del sole con temperature calde per tutto il corso dell'anno..